# Río Pisciatello
El río Piscatello es un corto río del norte de Italia. Se transforma rápidamente en torrente tras las lluvias en las montañas próximas en las que se encuentra su fuente. Atraviesa las localidades de Monte Codruzzo, Sorrivoli, Calisese, Ruffio, Macerone, Sala y Gatteo a Mare.
El río Piscatello es, por algunos, identificado como el antiguo Rubicón, el famoso río que Julio César cruzó con su ejército precipitando así la guerra civil en Roma.
- Datos: Q3389203